# Mariemma
Guillermina Teodosia Martínez Cabrejas, mais conhecida como Mariemma (Íscar, 10 de janeiro de 1917 – Madrid, 10 de junho de 2008) foi uma bailarina e coreógrafa espanhola.